# デニス・シュメ
デニス・シュメ（Denis Šme 、1994年3月22日 - ）は、スロベニア・スロヴェニ・グラデツ出身の元プロサッカー選手。現役時代のポジションは、ディフェンダー。

## タイトル
コペル
- スロベニア・カップ (1): 2014-15
- スロベニア・スーパーカップ (1): 2015

マリボル
- スロベニア・チャンピオンシップ (1): 2016-17
- スロベニア・カップ (1): 2015-16